# Картињано
Картињано (итал. Cartignano) је насеље у Италији у округу Кунео, региону Пијемонт.
Према процени из 2011. у насељу је живело 170 становника. Насеље се налази на надморској висини од 685 м.

## Становништво
| 1936. | 1951. | 1961. | 1971. | 1981. | 1991. | 2001. | 2011. |
| ----- | ----- | ----- | ----- | ----- | ----- | ----- | ----- |
| 569   | 440   | 357   | 241   | 204   | 177   | 170   | 178   |